# Астапенко, Павел Евменович
Павел Евменович Астапенко (бел. Павел Яўменавіч Астапенка; 13 декабря 1918 — 22 марта 2010) — советский белорусский дипломат. Постоянный представитель БССР при ООН (1961—1964).

## Биография
С 1953 года — сотрудник Министерства иностранных дел Белорусской ССР.
В 1953 году — член делегации Белорусской ССР при Организации Объединённых Наций.
В 1956 году — руководитель делегации Белорусской ССР на конференции Международной организации труда в Женеве
В 1960—1961 годах — заместитель министра иностранных дел Белорусской ССР
В 1961—1966 годах — постоянный представитель Белорусской ССР при Организации Объединённых Наций.
С 1966 года — глава Управления туризма при Совете министров Белорусской ССР.